# Stinson Voyager
El Stinson Voyager fue un monoplano ligero utilitario estadounidense de los años 30 del siglo XX, construido por la Stinson Aircraft Company.

## Desarrollo
Desarrollado inicialmente como Stinson Model 105 en 1939, el Voyager era un monoplano triplaza de ala alta arriostrada mediante soportes, propulsado tanto por un Continental A-75 de 63 kW (75 hp) como por un Continental A-80-6 de 67 kW (80 hp). Fue desarrollado en el Model 10, propulsado por un motor Continental A-80. El Model 10 introdujo una cabina más ancha, así como un estándar mejorado para el interior y acabados. El Model 10 fue seguido por el Model 10A, propulsado por un motor Franklin 4AC-199 y el Model 10B, con un Lycoming GO-145.
Seis Model 10A fueron evaluados por las Fuerzas Aéreas del Ejército de los Estados Unidos (USAAF) como YO-54. Las exitosas pruebas originaron una orden del ligeramente más grande y pesado O-62, más tarde designado L-5 Sentinel.
Se requisó cierta cantidad de Model 105 y Model 10A y fue puesta en servicio con las USAAF como AT-19A y AT-19B (más tarde L-9A y L-9B, respectivamente).
Tras la Segunda Guerra Mundial, el modelo fue desarrollado como Model 108, fabricándose los prototipos desde Model 10A convertidos.

## Variantes

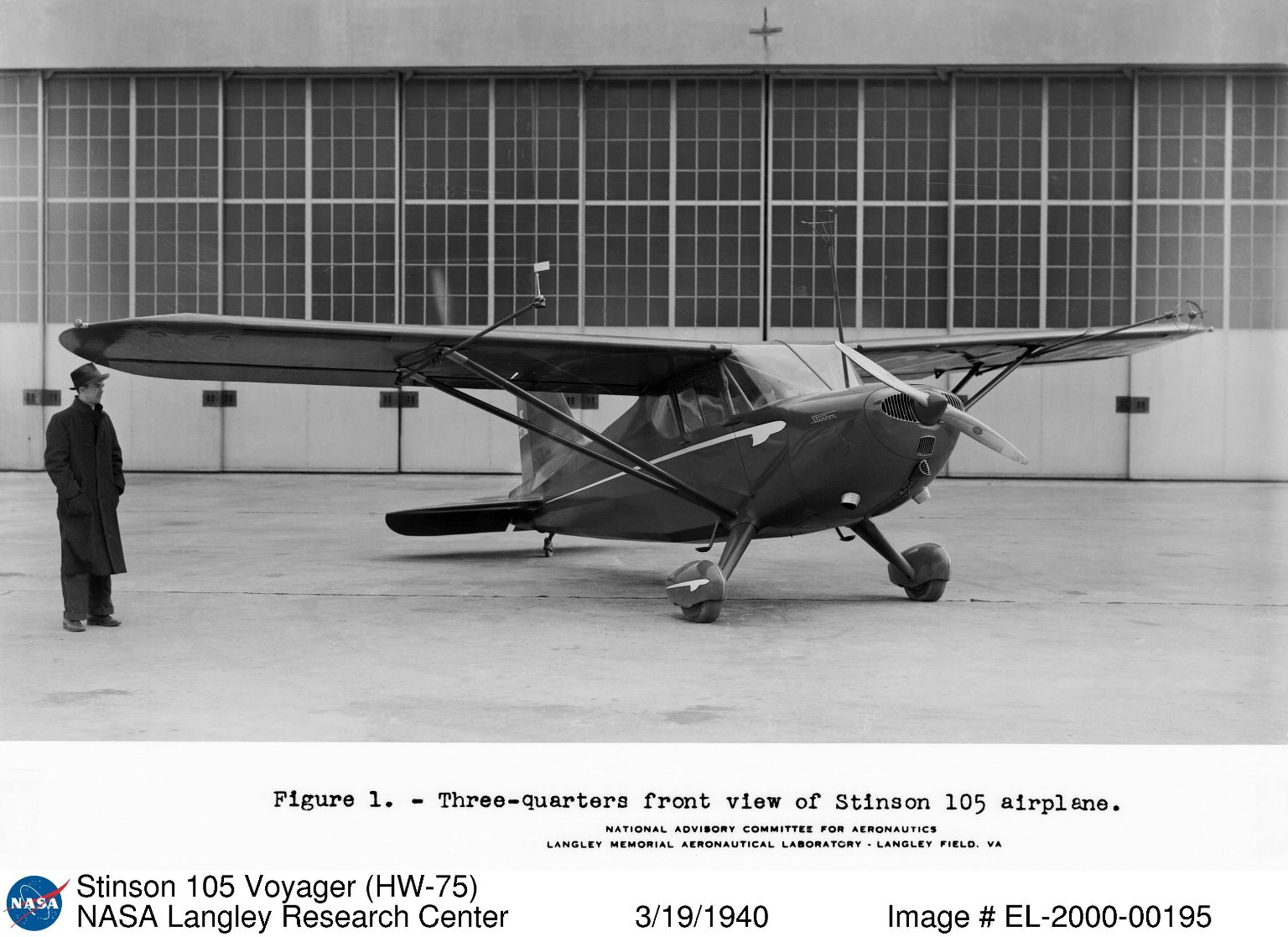
Stinson HW-75 en Langley.

Model 105
Variante de producción también conocida como HW-75 (con un motor Continental A-75), o HW-80 (con un motor Continental A-80), 277 construidos.
Model 10
Versión de producción mejorada con motor Continental A-80 de 80 hp, 260 construidos.
Model 10A
Variante con motor Franklin 4AC-199 de 90 hp, 515 construidos (10A y 10B).
Model 10B
Variante con motor Lycoming GO-145 de 75 hp, 515 construidos (10A y 10B).
YO-54
Designación del Ejército estadounidense dada a seis Model 10 de evaluación.
AT-19A
Designación militar original dada a ocho Model 105 requisados en 1942, más tarde cambiada a L-9A.
AT-19B
Designación original dada a doce Model 10A Voyager requisados, más tarde cambiada a L-9B.
L-9A
Designación final de ocho Model 105 Voyager requisados, originalmente AT-19A.
L-9B
Designación final de doce Model 10A Voyager requisados, originalmente AT-19B.

## Operadores
Brasil
- Fuerza Aérea Brasileña: Model 105.

 Canadá
- Real Fuerza Aérea Canadiense

 Estados Unidos
- Fuerzas Aéreas del Ejército de los Estados Unidos

## Especificaciones (Model 105)
Referencia datos: General Dynamics Aircraft and their Predecessors

### Características generales
- Tripulación: Uno (piloto)
- Capacidad: Dos pasajeros
- Longitud: 6,76 m
- Envergadura: 10,36 m
- Altura: 1,98 m
- Superficie alar: 14,4 m²
- Perfil alar: NACA 4412
- Peso vacío: 419 kg
- Peso cargado: 717 kg
- Planta motriz: 1× motor bóxer de cuatro cilindros refrigerado por aire Continental A-75-3.
  - Potencia: 56 kW (75 hp)

### Rendimiento
- Velocidad máxima operativa (Vno): 169 km/h
- Velocidad crucero (Vc): 161 km/h
- Alcance: 563 km
- Techo de vuelo: 3200 m (10 500 pies)
- Régimen de ascenso: 2,2 m/s (430 pies/min)

## Aeronaves relacionadas

### Desarrollos relacionados
- L-5 Sentinel
- Stinson 108

### Secuencias de designación
- Secuencia Numérica (interna de Stinson): Model 10 - Model 74 - Model 105 - Model 108
- Secuencia O-_ (Aviones de Observación del USAAC/USAAF, 1924-1942): ← O-51 - O-52 - O-53 - O-54 - O-55 - O-56 - O-57 →
- Secuencia AT-_ (Entrenadores Avanzados del USAAC/USAAF, 1925-1947): ← AT-16 - AT-17 - AT-18 - AT-19/A/B/C - AT-20 - AT-21 - AT-22 →
- Secuencia L-_ (Aviones de Enlace de las USAAF/USAF, 1942-1962): ← L-6 - L-7 - L-8 - L-9 - L-10 - L-11 - L-12 →